# António Arnao Metello
António Carlos Dejante Pinto de Magalhães Arnao Metello CvA (Paiva de Andrade, Lunda Norte, 2 de Junho de 1938 — Macau, 29 de Julho de 2008) foi um militar do Exército Português, engenheiro civil e político que, entre outras funções de relevo, foi Ministro da Administração Interna, entre 26 de Março e 8 de Agosto de 1975, e vice-primeiro-ministro de Vasco Gonçalves, entre 8 de Agosto e 19 de Setembro de 1975.

## Biografia
Nasceu em Cambulo (então chamada Paiva de Andrade), em Angola, em 1938. Após a morte de seu pai António Jerónimo Arnao Taveira da Paixão Metelo em 1946, quando ele ainda contava oito anos, veio a frequentar o Colégio Militar entre 1948 e 1956 tendo sido Comandante de Batalhão. Nesse ano concorreu à Academia Militar onde frequentou e concluiu o curso, em simultâneo com o de Engenharia Civil no Instituto Superior Técnico de Lisboa. Foi promovido a Capitão em 1963, veio posteriormente a frequentar e a concluir o curso do Estado-Maior, tendo sido promovido a major em 1970 e posteriormente a tenente-coronel.
Entretanto, casou na Beira, Moçambique, com Maria da Graça Sanhudo Soares Duarte Rodrigues, nascida no Porto, Paranhos, filha de Emílio Germano Rodrigues, médico, e de sua mulher Maria Helena Sanhudo Soares Duarte, da qual teve um filho e duas filhas: Pedro Rodrigues de Sousa Arnao Metello (Beira, 9 de Outubro de 1967), Maria Leonor Rodrigues Arnao Metello (Lisboa, 23 de Novembro de 1970) e Maria Isabel Rodrigues Arnao Metello (Lisboa, 11 de Abril de 1972), casada com Pedro Miguel Perdigão Correia Falcão. De Vitória Antunes teve, depois de divorciado, um filho: Vasco Antunes Arnao Metello (Lisboa, 1 de março de 1994).
A 19 de novembro de 1973, foi agraciado com o grau de Cavaleiro da Ordem Militar de Avis.
Era considerado alguém pessoalmente muito próximo do então primeiro-ministro Vasco Gonçalves quando este o escolheu para Ministro da Administração Interna do IV Governo Provisório em 26 de Março de 1975. Quando da posse do V Governo Provisório a 8 de Agosto de 1975, o já então Tenente-Coronel Arnao Metelo assumiu as funções de vice-primeiro-ministro, cargo que exerceu por pouco mais de um mês (até 19 de Setembro seguinte). Figura discreta mas, apesar disso, fortemente conotada com o Gonçalvismo, o protagonismo político-militar de Arnao Metelo dissipou-se depois disso por sua própria iniciativa.
António Arnao Metelo fez a sua primeira Comissão Militar em Cabo Verde como comandante de Engenharia. Posteriormente, já como major, prestou serviço em Moçambique, onde foi Comandante de Engenharia da Região do Centro.
Foi Chefe do Estado-Maior das Forças Armadas em Timor, onde foi representante no território do Movimento das Forças Armadas (MFA) até ao Verão de 1974, muito antes da  guerra civil timorense que ditou o abandono da administração portuguesa e a invasão indonésia. Em Timor sempre pugnou por uma transição pacifica, seguindo instruções de Lisboa, nomeadamente do General Costa Gomes, tendo iniciado o caminho para a autodeterminação, criação de partidos políticos e decisão do Povo Timorense quanto ao que queriam para o seu futuro. Chegou a ser colocada a hipótese de ser Governador de Timor mas ele nunca aceitou essa possibilidade.
Posteriormente fixou-se em Macau ligado à actividade na área da engenharia civil. Desde o início da década de 1990 trabalhou no Laboratório de Engenharia Civil de Macau, onde desempenhou as funções de chefe de Departamento de Estruturas.
Casou segunda vez na Tailândia em 1997 com Sukontha Pongyindee, filha de Taneat Pongyndee e de sua mulher Sumalee Choinjpimai, Tais, da qual teve uma filha: Sofia Pongyndee de Magalhães Arnao Metelo ou Pongyindee Arnao Metello (Macau, 3 de Agosto de 1997).